# Овен (знак зодиака)

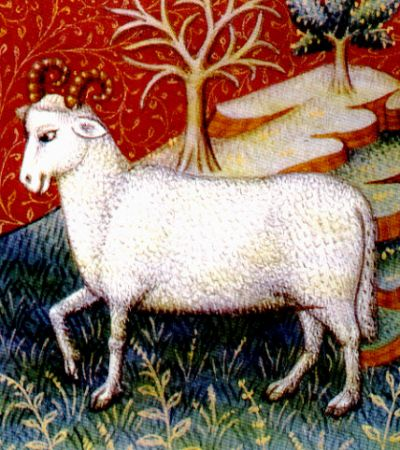
Овен из «Фастольфского часослова», ныне в Бодлианской библиотеке Оксфордского университета; худ. неизвестный Мастер Фастольфа; ок. 1440—1450

О́ве́н (лат. Aries, баран) — первый знак зодиака, соответствующий сектору эклиптики от 0° до 30°, считая от точки весеннего равноденствия; кардинальный знак тригона (трёх знаков) «огонь». Овну отводится период с 21 марта по 20 апреля. В созвездии Овна Солнце находится с 19 апреля по 13 мая.
Как первый знак цикла, символизирует начало эволюции; он также последний знак цикла, выражающий возврат к началу и возрождение. Символизм животного — его первичность и роль проводника (баран идёт в голове стада), присущие ему физическая сила и функция оплодотворения (как у всех самцов-млекопитающих), а также симметричность двух рогов спиральной формы противоположного направления.
Как все зодиакальные знаки стихии огня, это мужской, положительный (движение по часовой стрелке) и активный дом Солнца. Его качества из четырёх элементарных — «горячий» и «сухой»; цвет — красный. Это «обитель» планеты Марс (в греко-римском зодиаке, тогда как в первоначальном зодиаке — Меркурий; а «в изгнании» (обитель напротив) — планета Венера, также экзальтирует Солнце, в падении Сатурн. Связанный со знаком миф — о Ясоне и Золотом руне. В схематическом делении тела человека на 12 частей — управляет головой (первой частью сверху), мозгом, а также селезёнкой и надпочечниками.
Астрологическая эра Овна продолжалась примерно от 2150 года до н. э. и до 0 года н. э.

## Западный зодиак

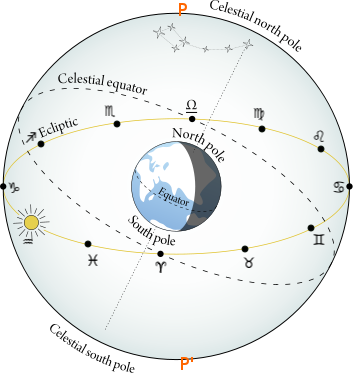
Знаки зодиака («дома» Солнца или дома гороскопа)

Овен является первым зодиакальным знаком как в порядке следования, так и в пространственном чередовании на колесе жизни. Он связан с первостихией (элементом) огня, где является исходным состоянием («аспектом»), внутренним «равновесием», именуемым «саттва» на санскрите. В тригон огня кроме Овна ♈︎ входят Лев ♌︎ и Стрелец ♐︎ .
Знак Овна представляет весеннее равноденствие (равенство дня и ночи). Ему полярно противостоит знак Весов ♎︎ (входящий символ первостихии воздуха; саттва) осеннего равноденствия. На этой же оси, разделяющей зодиак на две равные части, помещены четыре знака, у которых числовое значение одинаково в обеих кругах (коронах) времени и пространства:
- Овен ♈︎ — входящий знак огня, саттва (равновесие), порядковый номер 1;
- Дева ♍︎ — уходящий знак первостихии земли, раджас (страсть или деятельность), номер 6;
- Весы ♎︎ — входящий символ первостихии воздуха, саттва (7);
- Рыбы ♓︎ — уходящий знак первостихии воды, раджас (12).

Суммировав числовые значения данных четырёх знаков, соответствующих четырём типам первостихий (1+6+7+12), получаем 26 — число центрального равновесия для двенадцати знаков колеса жизни. Тогда как общая сумма чисел двенадцати знаков зодиака даёт 78, или 3 раза по 26. Видно, что на этой центральной оси, разделяющей день и ночь, нет ни одного знака инертности, безжизненности. Сама ось выражает безжизненность, момент перехода из одной полусферы в другую.
Весы ♎︎ (7) и Дева ♍︎ (6) — два знака, через которые проходит середина зодиака, вместе равняются 13 (7+6), что в пересечении кругов времени и пространства снова даёт число 26 (13+13). То же самое происходит при суммировании первого знака, Овна ♈︎ (1), с последним, Рыбами ♓︎ (12). Поэтому эти четыре знака играют центральную роль в Зодиаке, имея между собой значимые соотношения.
В Зодиаке Овну соответствует планета Марс.  Стоит заметить, что связь между греко-римской мифологией и планетами Солнечной системы довольно очевидна, чтобы не обращать на это внимание.
Зодиакальный год начинается в марте (когда солнце вступает в весеннее равноденствие), а не в январе.

## В других зодиаках

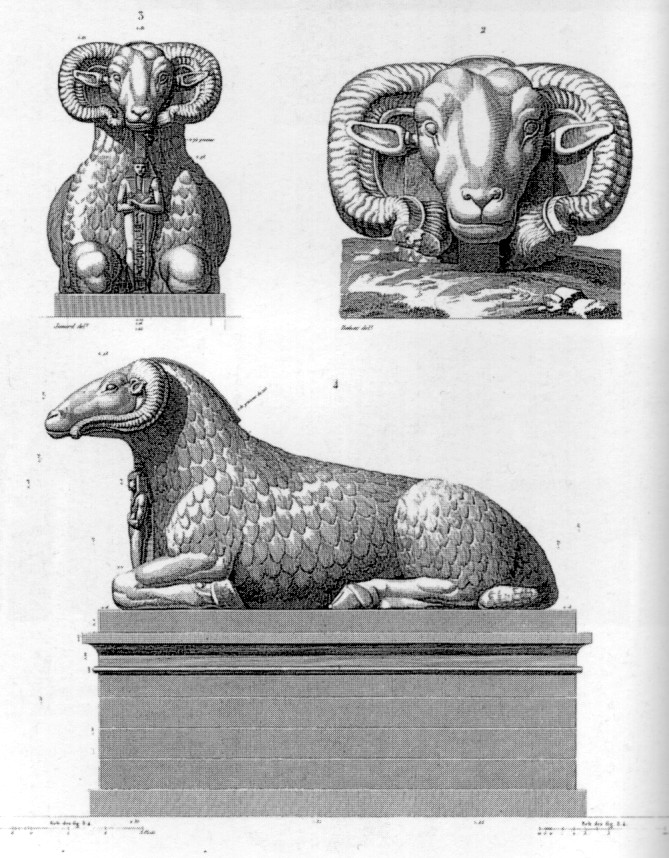
Зарисовки французской экспедиции Наполеона (изд. «Описание Египта»; 1809)

### Дендерский зодиак
На древнеегипетском зодиаке в Дендере Овен занимает 32° зодиакального пояса.

### Вавилонский зодиак
В вавилонском зодиаке этот знак именовался «подёнщиком», «волонтёром на день» (фр. le Journalier). Именование «овен» относилось же к богу Эа — «эридуйскому овну», который спас человечество от Всемирного потопа, построив из тростника большую лодку, куда он поместил человека и животных. Символом бога Эа был посох с головой барана.

## Западная астрология
В западной астрологии считается, что Солнце находится в знаке Овна примерно с 21 марта по 20 апреля. Не следует путать знак Овна с созвездием Овна, в котором Солнце находится с 19 апреля по 13 мая.
«Планета», управляющая (в обители) знаком — Марс.
«Планета» в экзальтации — Солнце.
«Планета» в падении знака — Сатурн.

## Графический символ
Символ Овна ♈ (может не отображаться в некоторых браузерах) в Юникоде находится под десятичным номером 9800 или шестнадцатеричным номером 2648. Базовый вариант U+2648: ♈; текстовый вариант с селектором VS15 FE0E: ♈︎; эмодзи вариант с селектором VS16: ♈️. Может быть введён в HTML-код как &#9800; или &#x2648;.

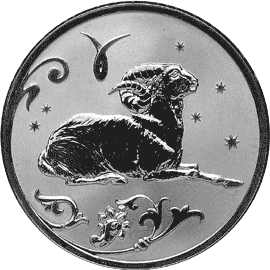
Российская монета «Овен»
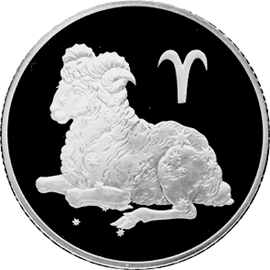
Российская монета «Овен»
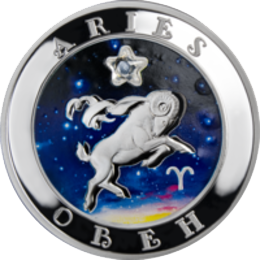
Армянская серебряная монета «Овен»
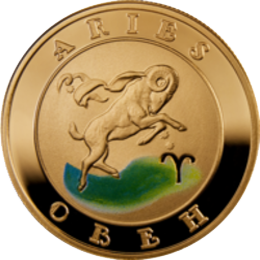
Армянская золотая монета «Овен»